# Hecho en España (DVD)
Hecho en España es el cuarto DVD del grupo mexicano RBD. Fue lanzado el 1 de octubre de 2007 en México y el 2 de octubre de 2007 en España.
Grabado en Madrid, España en el Estadio Vicente Calderón como parte de su gira mundial "Tour Celestial 2007", en donde más de 40 000 fanes disfrutaron del concierto. El CD/DVD fue lanzado con una pack edición especial.

## Antecedentes y lanzamiento
El DVD fue grabado en el Estadio Vicente Calderón en la ciudad de Madrid, España, como parte de su gira mundial "Tour Celestial 2007", con un repertorio que abarca los temas de su tercer y cuarto álbum de estudio Celestial y Rebels.
Fue lanzado el 1 de octubre de 2007 en México y el 2 de octubre de 2007 en España. En Brasil se lanzó, el 20 de noviembre de 2007, solo 2,000 copias con motivo de festejo por sus más de 50,000 copias vendidas de sus DVDs anteriores en dicho país. El lanzamiento del CD/DVD se realizó el 3 de octubre de 2007 por el día mundial de la banda, reuniéndose 5 mil admiradores en una firma de autógrafos que duró cuatro horas.

## Lista de canciones
- DVD 1

1. Obertura (Celestial)
2. Cariño Mío
3. Ser O Parecer
4. Wanna Play
5. Bienvenida (Maite)
6. Dáme
7. Money, Money
8. Diálogo (Dulce)
9. Quiero Poder
10. Intro (Sálvame)
11. Sálvame
12. Medley 01: Sólo Quédate En Silencio / Enséñame / Cuando El Amor Se acaba / Un Poco De Tu Amor / Otro Día Que Va
13. Video Music Show
14. Intro (Bésame Sin Miedo)
15. Bésame Sin Miedo
16. Besos Puente Musical
17. I Wanna Be The Rain
18. Presentación Músicos

- DVD 2

1. Anahí Presenta (Algún Día)
2. Algún Día
3. Medley 02: Quizá / Este Corazón
4. Poema (Dulce)
5. No Pares
6. Tu Amor
7. Intro (Fuera)
8. Nuestro Amor
9. Aún Hay Algo
10. Intro (Tras De Mí)
11. Tras De Mí
12. Celestial
13. Rebelde
14. Soy Gitano, Grupo Flamenco Y Anahí Baila (Flamenco)
15. Despedida
16. Cariño Mío (Repríse)

## Posicionamiento

### Semanales
| País   | Lista (2007)                    | Mejor Posición |
| ------ | ------------------------------- | -------------- |
| España | PROMUSICAE - Top 20 DVD Musical | 1              |
| Brasil | ABPD - Top 25 DVD Musical       | 1              |

### Anuales
| País   | Listas (2007)                        | Posición |
| ------ | ------------------------------------ | -------- |
| Brasil | ABPD TOP 20 DVD – 2007               | 11       |
| España | PROMUSICAE - TOP 10 DVD MUSICAL 2007 | 5        |

### Certificación
| País   | Organismo certificador | Certificación | Ventas certificadas | Ref.                 |
| ------ | ---------------------- | ------------- | ------------------- | -------------------- |
| México | AMPROFON               | Platino       | 20 000              | [ 10 ] [ 11 ] [ 12 ] |

## Créditos y personal

### Personal
Créditos por Hecho en España:
| - Michkin Boyzo - Compositor - Pablo Gama Chávez - Edición, Mezcla, Posproducción - Pedro Damián - Productor ejecutivo - Fernando Diaz - Grabación - Max di Carlo - Compositor - Fernando Grediaga - A&R - Camilo Lara - A&R - Carlos Lara - Compositor - Güido Laris - Bajo Sexto, dirección, edición, mezcla, dirección musical, Posproducción - Andrea Martin - Compositor - Carolina Palomo - Coordinación gráfica - Grako Guilbert - [Autoreo DVD] | - Ruben Ramírez - Asistente - RBD - Artista primario - RedOne - Compositores - Diane Warren - Compositora - Mauricio Soto - Batería - Eduardo Tellez - Teclados - Carlos María Rey - Guitarra - Gonzalo Velasques - Guitarra - Luis Emilio Arreaza - Percusión |

## Historial de lanzamiento
| País   | Fecha                   | Formato               | Discográfica |
| ------ | ----------------------- | --------------------- | ------------ |
| México | 1 de octubre de 2007    | DVD, Descarga digital | EMI          |
| España | 2 de octubre de 2007    | DVD, Descarga digital | EMI          |
| Brasil | 20 de noviembre de 2007 | DVD, Descarga digital | EMI          |